# Tetraetylbly
Tetraetylbly (eng: tetra-ethyl lead, fork. TEL) er en gennemsigtig væske med en neutral lugt. Thomas Midgley fandt i 1921 på at tilsætte det giftige stof til benzinen for at hæve oktantallet (graden af "bankning" i motoren, benzinen forårsager; desto højere desto mindre "banken")
Omkring 1960 gik man over til blyforbindelsen tetramethylbly.
Blyholdig benzin blev udfaset i 1990'erne.
Den kemiske formel for tetraetylbly er (CH3CH2)4Pb.
Densiteten er 1,65 cm3, og væsken har et kogepunkt ved ca. 200 grader celsius, under delvis spalting.